# بعد (موسيقى)

## مقدّمة فيزيائيّة مبسّطة
نعرّف الفاصل الصوتي بين نغمتين بنسبة ترددّيهما وهو ما تشعر به الأذن البشرية عند عزفهما بشكل متعاقب أو متراكب (بشكل آني).
تصنّف الأذن البشرية تعاقب أو تراكب النغمات حسّيا إلى مسافات موسيقيّة (Interval (music متوافقة أو ناشزة وأبسط هذه التوافقات هو التوافق الذي يكون الفاصل الصوتي فيه بنسبة النصف أو الضعف، أي تردد النغمة الأكثر حدّة ضعف تردد النغمة الأكثر غلظة.
نجد هذا التوافق عندما نعزف نغمة ما على وتر ثم على نصف طوله ونجده أيضا عندما تدرك الأذن الصوت طيفيا وتسمع بالإضافة للنغمة الأساسيّة فوق-نغماته Overtone وأولى فوق-النغمات ماكان تردّده ضعف تردّد النغمة الأساسيّة وهما متوافقان لدرجة إعطائهما نفس الاسم مع وصف النغمة الأكثر غلظة بالقرار والنغمة الأكثر حدّة بالجواب.
يأتي مفهوم البعد من الرغبة في تقسيم المسافة الموسيقية بين علامة قرار وجوابها (دو مثلا) إلى عدد معين من المسافات الأصغر لإنشاء علامات موسيقيّة جديدة بينهما وحسب عدد هذه العلامات وتنظيم الأبعاد بينها ينشأ سلم موسيقي جديد. ولكل ثقافة موسيقيّة نظامها الخاص للأبعاد وللسلالم ما يعطي موسيقاها طابعها الخاص والمميّز.

## البعد الموسيقي الغربي
في نظريات الموسيقا الغربيّة النظام المعتمد يسمّى بالمعدّل («حسن الضبط» حرفيّا Well temperament) حيث يقسّم الفاصل قرار-جواب (و الذي يسمّونه الأوكتاف octave لسبب سنعرفه لاحقا) إلى 12 فاصل منتظم نسمّيه «البعد الصغير» (مينور minor) يؤدّي ذلك لظهور 11 علامة بين نغمتي القرار والجواب أو ما يدعى السلم الكروماتي.
فالبعد الصغير يصبح مقياسا يحدد الفاصل السّمعي في الحدة (أو التردد) بين نغمتين في هذا السلّم.
يشتق البعد الكبير (ماجور major) من البعد الموسيقي الصغير وهو ببساطة تتال بعدين صغيرين. في الترجمة العربية للمصطلحات الموسيقيّة الغربيّة نسمّي البعد الصغير نصف بعد (من الإنجليزية half tone) والكبير بالبعد (من الإنجليزية tone).

### البعد والسلالم
ممّا سبق يستعمل  البعد ونصف البعد في إنشاء سلالم مختلفة حيث يمكن تركيبهما بطرق مختلفة لابتكار السلالم الموسيقية الأساسيّة في الموسيقا الغربيّة كالسلم الكبير (دو قرار، ري، مي، فا، صول، لا، سي، دو جواب) والذي يكون بناءه وفق ما سبق: بعد-بعد-نصف بعد-بعد-بعد-بعد-نصف بعد.
و هكذا يكون بين دو قرار وري، وأيضا بين ري ومي، وبين فا وصول، وصول ولا، وبين لا وسي بعد واحد بينما يكون بين مي وفا وأيضا بين سي ودو جواب نصف بعد.
أمّا مصطلح الأوكتاف فأصله أن السلّم الكبير مكون من 8 علامات والفاصل بين القرار والجواب يعرّف بالمسافة الثمانيّة والذي يترجم «أوكتاف».